# Tottenham
Koordinaten: 51° 36′ N, 0° 4′ W
Tottenham (englische Aussprache: [ˈtɒt.nəm]) ist ein Ortsteil in Nordlondon, Großbritannien. Er gehört zum Stadtbezirk London Borough of Haringey und befindet sich etwa elf Kilometer nordöstlich von Charing Cross.

## Charakter
Zum Zensus 2011 hatte der Stadtteil Tottenham eine Bevölkerung von insgesamt 129.237.

### Multikultureller Stadtteil

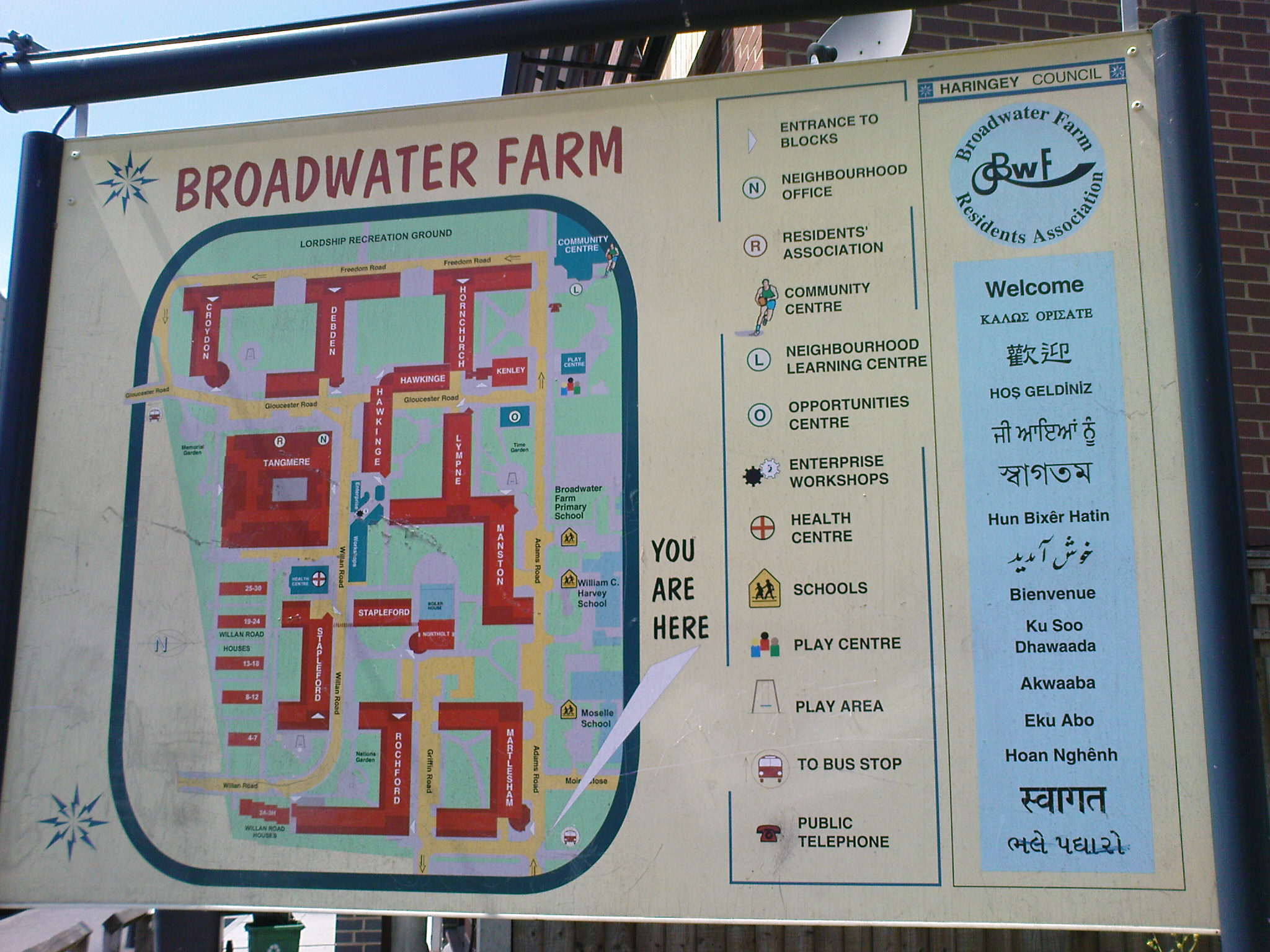
Orientierungsplan in Tottenham, der die Vielfalt der Sprachen illustriert

Tottenham ist selbst für Londoner Verhältnisse sehr multikulturell. Hier leben viele verschiedene ethnische Gruppen, vor allem aus der Karibik und Westafrika, aber auch Iren, Polen, Portugiesen, Zyprioten, Albaner, Türken, Kurden, Vietnamesen, Somalier, Kolumbianer, Kongolesen und Simbabwer. Von Süd-Tottenham wird behauptet, es sei in Europa die ethnisch am stärksten gemischte Gegend. Die Bewohner sprechen 193 verschiedene Sprachen. Der Zensus im Vereinigten Königreich 2011 ermittelte folgende ethnische Zusammensetzung der Bevölkerung: 50,0 % Weiße (darunter 23,3 % White British), 26,7 % Schwarze, 12,6 % Andere.

### Sozialer Brennpunkt
Bekannt ist Tottenham auch als sozialer Brennpunkt. In Tottenham kam es mehrfach zu gewaltsamen Protesten gegen Polizeigewalt. Zu schweren Ausschreitungen (Broadwater Farm-Ausschreitungen) kam es im Jahr 1985, nachdem Cynthia Jarrett während einer Razzia der Polizei in dem Sozialbauviertel Broadwater Farm an Herzversagen starb. Der Polizist Keith Blakelock, der Feuerwehrmänner schützen sollte, wurde ermordet. Im Jahr 2008 geriet das Viertel in die Schlagzeilen, als „Baby P.“ (ein Kleinkind namens Peter Connelly) im Alter von 17 Monaten mit gebrochenen Rippen und nach schweren Misshandlungen tot aufgefunden wurde.
Die Unruhen in England 2011 begannen am 6. August in Tottenham, weiteten sich auf andere Stadtteile Londons und schließlich auch auf andere Städte aus. In Tottenham wurden mindestens zwei Polizeiwagen, ein Doppeldeckerbus sowie mehrere Gebäude in Brand gesetzt, Schaufenster eingeschlagen und Geschäfte geplündert. Dem vorausgegangen war eine Schießerei wenige Tage zuvor, bei der der 29-jährige Mark Duggan von einer Polizeikugel getötet wurde. Ein anfangs friedlicher Protest von Familienangehörigen und Freunden des Toten vor der örtlichen Polizeistation eskalierte, nachdem die Polizei nicht bereit war, eine Erklärung abzugeben.
Die Stadt bemüht sich darum, die sozialen Probleme zu reduzieren und investiert z. B. in die Gestaltung von Parks und öffentlichen Anlagen. Gewaltdelikte in Tottenham sind in den Jahren danach auch tatsächlich zurückgegangen.

## Geschichte

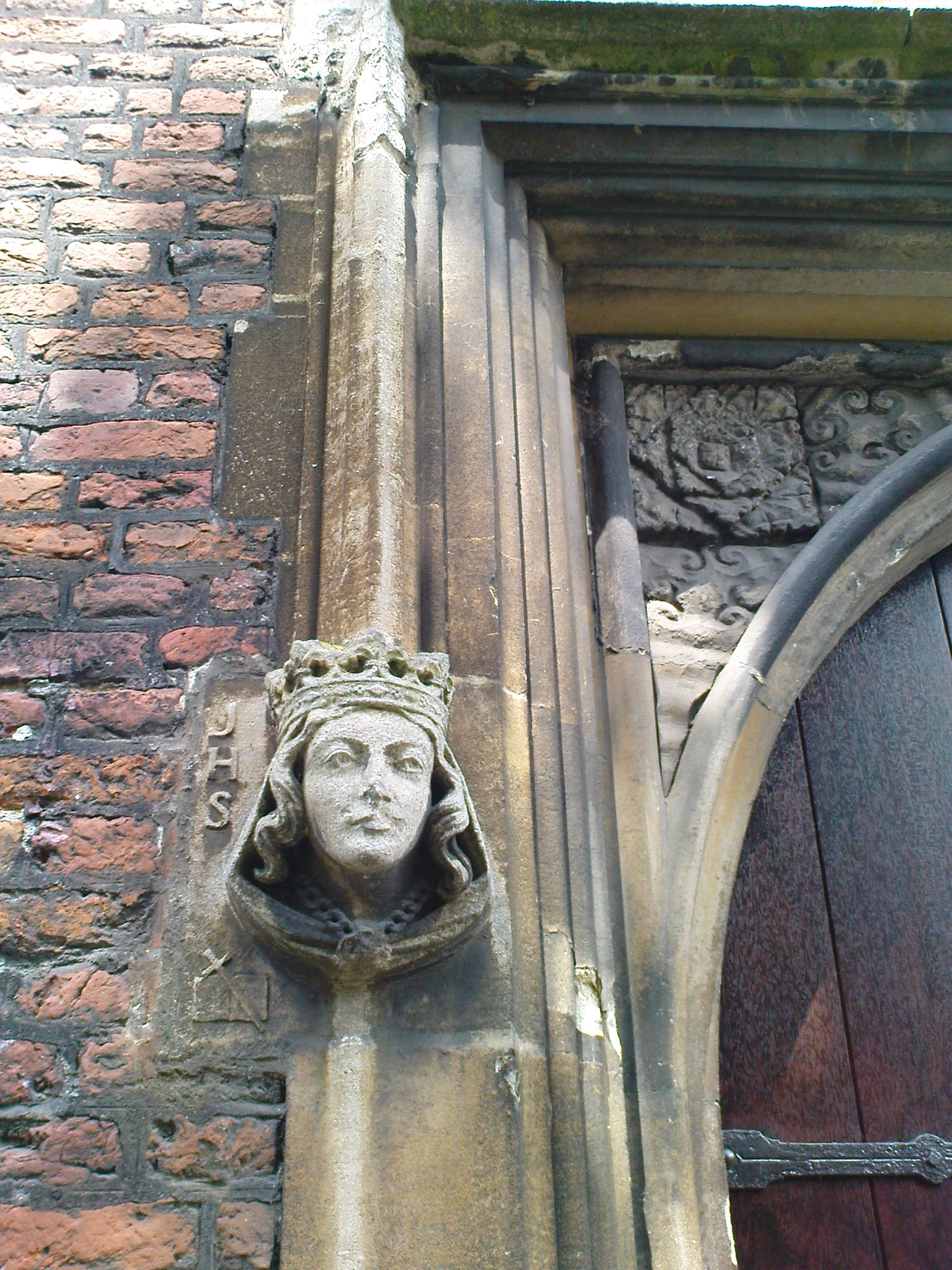
All Hallows Church – Detail des Portals

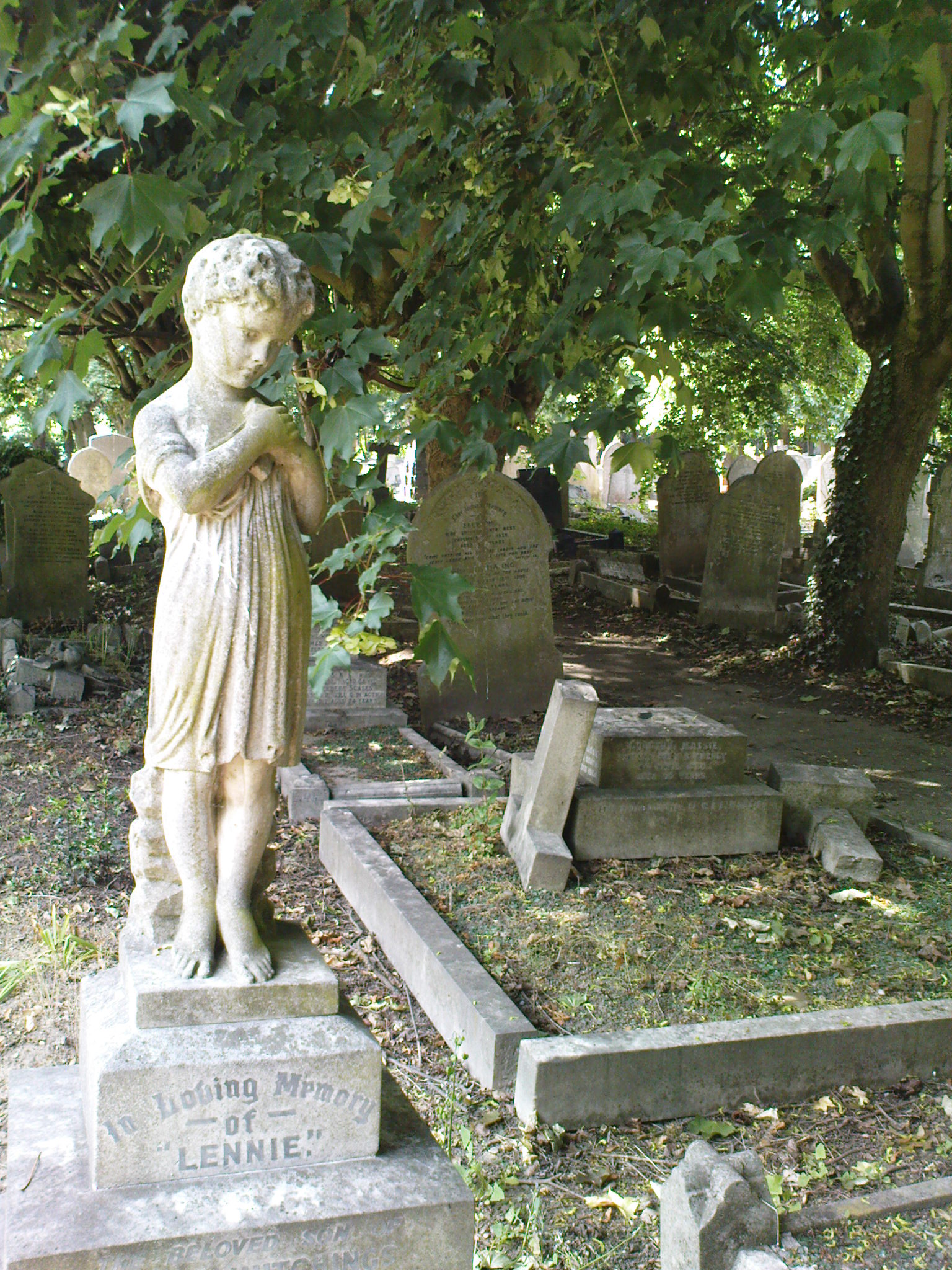
Tottenham Cemetery – Friedhof in Tottenham

Die Siedlungsgeschichte Tottenhams beginnt vor über 1000 Jahren. Tottenham entstand entlang einer alten Römerstraße, der Ermine Street, zwischen dem Tottenham High Cross und Tottenham Hale.

### Namensherkunft
Der Name des Ortes wird erstmals im Domesday Book als Toteham erwähnt und leitet sich wahrscheinlich her aus dem Vornamen Tota (in der schwach deklinierten altenglischen Genitivform Totten; der Name Tot(t)a stellt vermutlich eine Kurzform eines germanischen zweiteiligen Namens dar, dessen erster Bestandteil torht [ruhmvoll] war) und dem Suffix ham, das dem deutschen Ortsnamensbestandteil -heim entspricht.

## Distrikte
- Bruce Grove
- Broadwater Farm
- Northumberland Park
- Seven Sisters
- South Tottenham
- Tottenham Green
- Tottenham Hale
- Tottenham Marshes, Teil des Lee Valley Parks

## Verkehr
Zwei U-Bahn-Linien verkehren in Tottenham. Die Piccadilly Line ist erreichbar über die Station Turnpike Lane, zur Victoria Line gelangt man über die Bahnhöfe Seven Sisters  und Tottenham Hale.
Züge der National Rail halten in den Bahnhöfen South Tottenham, Tottenham Hale, Bruce Grove, White Hart Lane und Northumberland Park. Von Tottenham Hale aus fahren regelmäßig Züge des Stansted Express zum Flughafen Stansted.
Darüber hinaus wird Tottenham von vielen Stadtbussen angefahren, unter anderem von den Linien 41 und 230, mit Halt am Bahnhof Tottenham Hale.
Für Fahrradfahrer wurden in Tottenham mehrere Radwege angelegt, deren Streckenführung in kostenlos erhältlichen Radfahrstadtplänen einsehbar ist.

## Kultur und Sehenswürdigkeiten
- All Hallows Church – Diese Kirche ist das älteste noch vorhandene Gebäude im Stadtbezirk. Sie stammt aus der Zeit der Normannen. Über 700 Jahre diente sie Tottenham als Gemeindekirche.
- Tottenham Cemetery – Direkt neben der Kirche befindet sich dieser große Friedhof, der öffentlich zugänglich ist und eine Vielfalt von Wildtieren beherbergt.
- Bruce Castle – Herrenhaus in der Lordship Lane
- St Ann's Church – Anglikanische Kirche, geweiht im Jahr 1861

## Sport
Der Fußballklub Tottenham Hotspur ist in Tottenham beheimatet. Das Tottenham Hotspur Stadium (seit 2019, früher an gleicher Stelle das White Hart Lane) befindet sich an der Park Lane (also nicht an der White Hart Lane, wie der Name vermuten lassen würde).
Tottenham ist auch Heimat des Non-League football-Vereins Haringey Borough, der im Stadion Coles Park spielt.

## Persönlichkeiten
- John Williams (1796–1839), Missionar im Südpazifik
- Charles Kingston Welch (1861–1929), Erfinder
- Charles Conder (1868–1909), Maler
- Ron Moody (1924–2015), Schauspieler
- Leslie Phillips (1924–2022), Schauspieler
- Dave Clark (* 1942), Musiker
- Brian Adams (* 1947), Fußballspieler
- Mark Hollis (1955–2019), Musiker, Komponist, Sänger und Songschreiber
- Adele (* 1988), Sängerin
- Letitia Wright (* 1993), Schauspielerin

## Nahegelegene Orte
- Stadtbezirk Islington
- Stadtbezirk Waltham Forest
- Stadtbezirk Enfield
- Stadtbezirk Hackney

- Stadtteil Edmonton
- Stadtteil Walthamstow
- Stadtteil Stamford Hill
- Stadtteil Hornsey
- Stadtteil Wood Green
- Stadtteil Harringay
- Stadtteil Palmers Green